# Gabriel (katolikos Wielkiego Domu Cylicyjskiego)
Gabriel (Gabriel I Adżapahjan, (orm.) Գաբրիէլ Ա. Աջապահեան) – duchowny Apostolskiego Kościoła Ormiańskiego, w latach 1758–1770 jeden z patriarchów tego Kościoła, Patriarcha-Katolikos Wielkiego Domu Cylicyjskiego.